# 1984 no cinema

## Eventos
- 3 de março - Le bal (de Ettore Scola) e À nos amours (de Maurice Pialat) são os grandes vencedores da 9ª edição dos Césares.
- 9 de abril - Na entrega dos Óscares, o filme Terms of Endearment, de James L. Brooks, vence cinco prémios, entre os quais os de Melhor Filme, Melhor Atriz Principal (Shirley MacLaine) e Melhor Ator Secundário (Jack Nicholson). Fanny och Alexander, de Ingmar Bergman, vence na categoria de Melhor Filme Estrangeiro.
- 23 de maio - O filme Paris, Texas, de Wim Wenders, vence a Palma de Ouro da 37ª edição do Festival de Cannes. O cineasta John Huston é homenageado pelo conjunto da sua obra e pelo contributo dado ao cinema.

## Principais filmes estreados
- Amadeus, de Miloš Forman, com Tom Hulce, F. Murray Abraham e Elizabeth Berridge
- Un amour de Swann, de Volker Schlöndorff, com Jeremy Irons, Ornella Muti, Alain Delon, Fanny Ardant e Marie-Christine Barrault
- Beverly Hills Cop, de Martin Brest, com Eddie Murphy e Judge Reinhold
- Birdy, de Alan Parker, com Matthew Modine e Nicolas Cage
- Body Double, de Brian DePalma, com Melanie Griffith
- Broadway Danny Rose, de Woody Allen, com Woody Allen e Mia Farrow
- The Company of the Wolves, de Neil Jordan
- Cotton Club, de Francis Ford Coppola, com Richard Gere e Diane Lane
- Crónica dos bons malandros, de Fernando Lopes, com João Perry, Nicolau Breyner e Lia Gama
- Dune, de David Lynch, com Sting, Kyle MacLachlan e Max von Sydow
- Falling in Love, de Ulu Grosbard, com Robert DeNiro, Meryl Streep e Harvey Keitel
- La femme publique, de Andrzej Zulawski, com Valérie Kaprisky e Lambert Wilson
- Firestarter, de Mark L. Lester, com Drew Barrymore, David Keith, Martin Sheen, George C. Scott, Heather Locklear e Moses Gunn
- Footloose, de Herbert Ross, com Kevin Bacon e Lori Singer
- Forbrydelsens element, de Lars von Trier
- Frankenweenie, de Tim Burton
- Ghostbusters, de Ivan Reitman, com Bill Murray e Sigourney Weaver
- Gremlins, de Joe Dante
- Greystoke: The Legend of Tarzan, Lord of the Apes, de Hugh Hudson, com Christopher Lambert, Andie MacDowell, Ian Holm e Ralph Richardson
- Huang tu di, de Chen Kaige
- Indiana Jones and the Temple of Doom, de Steven Spielberg, com Harrison Ford e Kate Capshaw
- The Karate Kid, de John G. Avildsen, com Ralph Macchio
- The Killing Fields, de Roland Joffé, com Sam Waterston, Haing S. Ngor e John Malkovich
- O lugar do morto, de António-Pedro Vasconcelos, com Ana Zanatti
- Maria's Lovers, de Andrei Konchalovsky, com Nastassja Kinski, John Savage, Robert Mitchum, Keith Carradine e John Goodman
- Monanieba, de Tengiz Abuladze
- The natural, de Barry Levinson, com Robert Redford, Robert Duvall, Glenn Close e Kim Basinger
- A Nightmare on Elm Street, de Wes Craven, com Robert Englund, John Saxon e Johnny Depp
- 1984, de Michael Radford, com John Hurt e Richard Burton
- Notre histoire, de Bertrand Blier, com Alain Delon e Nathalie Baye
- Les nuits de la pleine lune, de Eric Rohmer
- Once Upon a Time in America, de Sergio Leone, com Robert De Niro, James Woods e Joe Pesci
- Paris, Texas, de Wim Wenders, com Harry Dean Stanton, Nastassja Kinski e Dean Stockwell
- A Passage to India, de David Lean, com Judy Davis e Alec Guinness
- Places in the Heart, de Robert Benton, com Sally Field e John Malkovich
- Police Academy, de Hugh Wilson, com Steve Guttenberg, Michael Winslow, Bubba Smith e David Graf
- ¿Qué he hecho yo para merecer esto!!, de Pedro Almodóvar, com Carmen Maura
- Romancing the stone, de Robert Zemeckis, com Michael Douglas, Kathleen Turner e Danny DeVito
- Sem sombra de pecado, de José Fonseca e Costa, com Mário Viegas, Victoria Abril e Lia Gama
- Splash, de Ron Howard, com Daryl Hannah e Tom Hanks
- Star 80, de Bob Fosse, com Mariel Hemingway
- Starman, de John Carpenter, com Jeff Bridges e Karen Allen
- Stranger Than Paradise, de Jim Jarmusch
- Streets of Fire, de Walter Hill, com Willem Dafoe e Diane Lane
- Taxidi sta Kythira, de Theo Angelopoulos
- The Terminator, de James Cameron, com Arnold Schwarzenegger, Linda Hamilton e Michael Biehn
- Top Secret!, de David Zucker, Jim Abrahams e Jerry Zucker, com Val Kilmer
- 2010, de Peter Hyams, com Roy Scheider, John Lithgow e Helen Mirren
- Under the Volcano, de John Huston, com Albert Finney e Jacqueline Bisset
- Wheels on Meals, com Jackie Chan
- Sixteen Candles, com Molly Ringwald, Anthony Michael Hall e Michael Schoeffling
- The Muppets Take Manhattan de Frank Oz

## Nascimentos
| Data           | Nome                    | Profissão                   | Nacionalidade  | Observações | Ref |
| -------------- | ----------------------- | --------------------------- | -------------- | ----------- | --- |
| 11 de janeiro  | Milena Toscano          | atriz                       | Brasil         |             |     |
| 21 de Janeiro  | Luke Grimes             | ator                        | Estados Unidos |             |     |
| 31 de janeiro  | Ashley Blue             | atriz                       | Estados Unidos |             |     |
| 8 de Março     | Nora-Jane Noone         | atriz                       | Reino Unido    |             |     |
| 10 de março    | Carol Castro            | atriz                       | Brasil         |             |     |
| 10 de março    | Olivia Wilde            | atriz                       | Estados Unidos |             |     |
| 13 de março    | Thaís Fersoza           | atriz                       | Brasil         |             |     |
| 20 de março    | Christy Carlson Romano  | atriz                       | Estados Unidos |             |     |
| 5 de Abril     | Shin Min-a              | atriz                       | Coreia do Sul  |             |     |
| 10 de Abril    | Mandy Moore             | cantora e atriz             | Estados Unidos |             |     |
| 18 de Abril    | America Ferrera         | atriz                       | Estados Unidos |             |     |
| 16 de Junho    | Paul Dano               | ator                        | Estados Unidos |             |     |
| 18 de junho    | Fernanda Souza          | atriz                       | Brasil         |             |     |
| 26 de junho    | Aubrey Plaza            | atriz                       | Estados Unidos |             |     |
| 25 de Julho    | Zawe Ashton             | atriz                       | Reino Unido    |             |     |
| 28 de Julho    | John David Washington   | ator                        | Estados Unidos |             |     |
| 10 de agosto   | Ryan Eggold             | ator                        | Estados Unidos |             |     |
| 4 de setembro  | Camila Bordonaba        | atriz e cantora             | Argentina      |             |     |
| 14 de setembro | Fernanda Vasconcellos   | atriz                       | Brasil         |             |     |
| 14 de setembro | Ayushmann Khurrana      | ator, cantor e apresentador | Índia          |             |     |
| 19 de setembro | Kevin Joseph Zegers     | ator                        | Canadá         |             |     |
| 10 de outubro  | Chiaki Kuriyama         | atriz                       | Japão          |             |     |
| 1 de novembro  | Natalia Tena            | atriz                       | Reino Unido    |             |     |
| 22 de novembro | Scarlett Johansson      | atriz e cantora             | Estados Unidos |             |     |
| 23 de novembro | Lucas Grabeel           | ator                        | Estados Unidos |             |     |
| 28 de novembro | Mary Elizabeth Winstead | atriz                       | Estados Unidos |             |     |
| 7 de dezembro  | Manuela do Monte        | atriz                       | Brasil         |             |     |
| 14 de dezembro | Jackson Rathbone        | ator                        | Estados Unidos |             |     |

## Mortes
| Data           | Nome               | Profissão                   | Nacionalidade                | Observações | Ref |
| -------------- | ------------------ | --------------------------- | ---------------------------- | ----------- | --- |
| 1 de janeiro   | Maria Olguim       | atriz                       | Portugal                     | n. 1894     |     |
| 20 de janeiro  | Johnny Weissmuller | ator                        | Áustria-Hungria              | n. 1904     |     |
| 7 de fevereiro | Ribeirinho         | ator e diretor              | Portugal                     | n. 1911     |     |
| 1 de março     | Jackie Coogan      | ator                        | Estados Unidos               | n. 1914     |     |
| 5 de março     | William Powell     | ator                        | Estados Unidos               | n. 1892     |     |
| 24 de maio     | Vincent J. McMahon | fundador da WWF (WWE)       | Estados Unidos               | n. 1914     |     |
| 22 de junho    | Joseph Losey       | cineasta                    | Estados Unidos / Reino Unido | n. 1909     |     |
| 24 de junho    | William Keighley   | cineasta                    | Estados Unidos               | n. 1889     |     |
| 27 de julho    | James Mason        | ator                        | Reino Unido                  | n. 1909     |     |
| 5 de agosto    | Richard Burton     | ator                        | Reino Unido                  | n. 1925     |     |
| 11 de agosto   | Raul de Carvalho   | actor                       | Portugal                     | n.1901      |     |
| 14 de setembro | Janet Gaynor       | atriz                       | Estados Unidos               | n. 1906     |     |
| 17 de setembro | Richard Basehart   | ator                        | Estados Unidos               | n. 1914     |     |
| 24 de setembro | Neil Hamilton      | ator                        | Estados Unidos               | n. 1899     |     |
| 21 de outubro  | Françios Truffaut  | realizador                  | França                       | n. 1932     |     |
| 23 de outubro  | Oskar Werner       | ator                        | Áustria                      | n. 1922     |     |
| 31 de outubro  | Eduardo De Filippo | ator, dramaturgo e cineasta | Itália                       | n. 1900     |     |
| 24 de dezembro | Peter Lawford      | ator                        | Reino Unido                  | n. 1923     |     |
| 28 de dezembro | Sam Peckinpah      | realizador                  | Estados Unidos               | n. 1925     |     |